# Orchestre symphonique de la SWR
Pour les articles homonymes, voir Orchestre symphonique de la SWR (homonymie).
L’Orchestre symphonique de la SWR, connu internationalement sous le nom de SWR Symphonieorchester, est un orchestre symphonique allemand fondé en 2016, dépendant de la Südwestrundfunk (SWR), issu de la fusion de l'Orchestre symphonique de la SWR de Baden-Baden et Fribourg-en-Brisgau et de l'Orchestre symphonique de la radio de Stuttgart.

## Présentation
L'Orchestre symphonique de la SWR est un orchestre symphonique allemand créé en 2016. Basé à Stuttgart, il est issu de la fusion, décidée par la Südwestrundfunk en 2014, de l'Orchestre symphonique de la SWR de Baden-Baden et Fribourg-en-Brisgau et de l'Orchestre symphonique de la radio de Stuttgart,. 
Le premier chef d'orchestre principal de la formation est Teodor Currentzis, nommé en 2017 pour prendre ses fonctions à compter de la saison 2018-2019,. En 2021, son contrat est renouvelé pour trois ans. 
Pour lui succéder, le chef français François-Xavier Roth est nommé en 2022 pour occuper à partir de la saison 2025-2026 le poste de chef principal et directeur artistique de l'orchestre, avec un contrat de cinq ans,. 

## Chefs permanents
Comme chefs permanents de l'orchestre, se sont succédé :
- Teodor Currentzis (2018[3]-2025[3]) ;
- François-Xavier Roth (nommé en 2022[3]).